# 울산서여자중학교
울산서여자중학교(蔚山西女子中學校)는 대한민국 울산광역시 남구 신정동에 위치한 공립 중학교이다.

## 학교 연혁
- 1984년 1월 30일 : 울산서여자중학교 설립인가
- 1984년 3월 5일 : 개교 및 입학식
- 2021년 3월 1일 : 제14대 김명자 교장 취임
- 2023년 1월 6일 : 제37회 졸업식(9학급 267명, 졸업생 수 총 15,820명)
- 2023년 3월 2일 : 제40회 입학식(9학급 252명)

## 참고 자료
- 울산서여자중학교 - 한국교육학술정보원 학교알리미